# Меријен (Пенсилванија)
Меријен (енгл. Marianne) насељено је место без административног статуса у америчкој савезној држави Пенсилванија.

## Демографија
По попису из 2010. године број становника је 1.167.
| Група             | 2000.    | 2010.         |
| Белци             | 0 (0,0%) | 1.111 (95,2%) |
| Афроамериканци    | 0 (0,0%) | 11 (0,9%)     |
| Азијати           | 0 (0,0%) | 11 (0,9%)     |
| Хиспаноамериканци | 0 (0,0%) | 24 (2,1%)     |
| Укупно            | 0        | 1.167         |